# 2007 en musique
| \| • Retour à la chronologie générale de la musique populaire • \| |
| XXIe siècle • XXe siècle • XIXe siècle • XVIIIe siècle XVIIe siècle • XVIe siècle • XVe siècle • XIVe siècle XIIIe siècle • XIIe siècle • XIe siècle • Xe siècle IXe siècle • VIIIe siècle • Haut Moyen Âge • Rome • Grèce |
| • Retour à la chronologie générale de la musique populaire • |

| • Retour à la chronologie générale de la musique populaire • |

| Années de la musique populaire : 2004 - 2005 - 2006 - 2007 - 2008 - 2009 - 2010    |
| Décennies de la musique populaire : 1970 - 1980 - 1990 - 2000 - 2010 - 2020 - 2030 |

Cet article présente les faits marquants de l'année 2007 en musique.

## Faits marquants

### En France
- 23 millions de singles (dont 13 millions en téléchargement légal) et 67 millions d'albums sont vendus en France en 2007[1].
- Premiers succès de Christophe Maé (On s'attache) et Julien Doré (Moi... Lolita).
- Après plusieurs années d'absence, Michel Polnareff se produit 12 soirs à Bercy. Le 14 juillet, il donne un concert gratuit au Champ-de-Mars.
- Tournée de Michel Sardou, incluant 10 soirs au Zénith de Paris, 8 au Palais des Sports et 8 à l'Olympia.
- Tournée Rouge Sang de Renaud, comprenant plus de 70 dates, dont 2 à Bercy.
- Décès de Grégory Lemarchal et Fred Chichin.

### Dans le monde
- Reformation du groupe Spice Girls pour une tournée qui devient la plus lucrative de l'histoire pour un girlsband avec plus d'un million de tickets vendus en 38 secondes dans le monde[2],[3],[4],[5],[6].
- Premiers succès de Mika (Grace Kelly) et Miley Cyrus (G.N.O. (Girl's Night Out)).
- Première tournée mondiale des Daft Punk.
- George Michael commence une nouvelle tournée internationale (dont un soir au Stade de France).
- The Police se reforme le temps d'une tournée et fait escale deux soirs au Stade de France.
- Juin : Bono, Bob Geldof, Youssou N'Dour et Campino donnent un concert en Allemagne en marge du sommet du G8.
- 30 juin : Genesis retrouve la scène pour une dernière tournée aux États-Unis et en Europe (dont le Parc des Princes devant 50 000 personnes).
- 7 juillet (le 7/7/7) : Concerts du Live Earth un peu partout dans le monde[7].
- 10 octobre : Radiohead met en vente son nouvel album In Rainbows uniquement en téléchargement, l'internaute décidant lui-même du prix à payer.
- 10 décembre : Reformation du groupe Led Zeppelin pour un concert de charité.
- Décès de Frankie Laine et Ike Turner.

## Disques sortis en 2007
- Albums sortis en 2007
- Singles sortis en 2007

## Succès de l'année en France (singles)

### Chansons classées Numéro 1
Cette liste présente, par ordre chronologique, tous les titres s'étant classés à la première place du Top 50 et du Top Téléchargements durant l'année 2007.
- Fatal Bazooka : Fous ta cagoule
- Kamini : Marly-Gomont
- Vitaa : À fleur de toi
- Calogero : Le saut de l'ange
- Fatal Bazooka & Vitoo : Mauvaise foi nocturne
- Yannick Noah : Aux arbres citoyens
- Mika : Relax, take it easy
- Cascada : Miracle
- Céline Dion : Et s'il n'en restait qu'une
- Christophe Willem : Double je
- Beyoncé & Shakira : Beautiful liar
- Tony Parker : Balance-toi
- Christophe Maé : On s'attache
- Nelly Furtado : Say it right
- Grégory Lemarchal : De temps en temps
- David Guetta : Love is gone
- Mika : Love today
- Patrick Fiori, Jean-Jacques Goldman & Christine Ricol : 4 mots sur un piano
- Julien Doré : Moi... Lolita
- Koxie : Garçon
- Rihanna : Don't stop the music
- Ora Mate : Kamaté
- Melissa M : Elle
- Sheryfa Luna : Quelque part
- Fatal Bazooka & Yelle : Parle à ma main
- Yael Naim : New Soul

### Chansons francophones
Cette liste présente, par ordre alphabétique, tous les titres francophones s'étant classés parmi les 10 premières places du Top 50 et du Top Téléchargements, durant l'année 2007.
- Alexandra Lucci : Le destin de Lisa
- Amel Bent : Nouveau Français
- Calogero : Le saut de l'ange
- Céline Dion : Et s'il n'en restait qu'une
- Christophe Maé : On s'attache
- Christophe Maé : Parce qu'on sait jamais
- Christophe Maé : Ça fait mal
- Christophe Willem : Double je
- Christophe Willem : Jacques a dit
- Clara Morgane : Sexy girl
- Élodie Frégé : La ceinture
- Emmanuel Moire : Le sourire
- Faf Larage : Ta meuf (la caille)
- Fatal Bazooka : Fous ta cagoule
- Fatal Bazooka & Vitoo : Mauvaise foi nocturne
- Fatal Bazooka & Yelle : Parle à ma main
- Faudel : Mon pays
- Grégory Lemarchal : De temps en temps
- Jenifer : Tourner ma page
- Johnny Hallyday : Always
- Julie Zenatti :  (Tango) Princesse
- Julien Doré : Moi... Lolita
- Kamini : Marly-Gomont
- Kamini : J'suis blanc
- Kaolin : Partons vite
- Koxie : Garçon
- Les Enfoirés : Aimer à perdre la raison
- Lorie :  Je vais vite
- Magic System : Ki dit mié
- MC Solaar : Da Vinci Claude
- Medhy Custos : Elles demandent
- Melissa M : Elle
- Mokobé : C’est dans la joie
- Mylène Farmer : Déshabillez-moi
- Najoua Belyzel : Quand revient l’été
- Patrick Fiori, Jean-Jacques Goldman & Christine Ricol : 4 mots sur un piano
- Sheryfa Luna : Quelque part
- Shy'm : Victoire
- Superbus : Butterfly
- Superbus : Lola
- Tété :  A la faveur de l'automne
- Thierry Amiel : Cœur sacré
- Tino Rossi : Petit papa Noël
- Tony Parker : Balance-toi
- Tryo : Désolé pour hier soir
- Vanessa Paradis : Divine idylle
- Victoria : Le héros d’un autre
- Vitaa : A fleur de toi
- Yannick Noah : Donne-moi une vie
- Yannick Noah : Aux arbres citoyens
- Yannick Noah : Destination ailleurs
- Zazie : Je suis un homme

### Chansons non francophones
Cette liste présente, par ordre alphabétique, tous les titres non francophones s'étant classés parmi les 10 premières places du Top 50 et du Top Téléchargements, durant l'année 2007.
- 50 Cent & Justin Timberlake : Ayo technology
- AaRON : U-Turn (Lili)
- Akon & Eminem : Smack that
- Akon : Don’t matter
- Akon : Sorry, blame it on me
- Alex Gaudino & Crystal Waters : Destination Calabria
- Alicia Keys : No one
- Amy Winehouse : Rehab
- Avril Lavigne : Girlfriend
- Beyoncé & Shakira : Beautiful liar
- Bob Sinclar : Sound of freedom
- Bob Sinclar : What I want
- Britney Spears : Gimme more
- Cascada : Everytime we touch
- Cascada : Miracle
- Céline Dion : Taking chances
- Christina Aguilera : Hurt
- David Guetta : Love is gone
- David Guetta : Baby when the light
- David Vendetta : Unidos para la música
- Dim Chris : Sucker
- Enrique Iglesias : Do you know?
- Enur : Calabria 2007
- Eric Prydz : Proper education
- Gwen Stefani & Akon : The sweet escape
- James Blunt : 1973
- James Morrisson : You give me something
- Justice : D.A.N.C.E.
- Justin Timberlake : My love
- Justin Timberlake : What goes around… comes around
- Kat DeLuna : Whine up
- Kylie Minogue : 2 hearts
- Martin Solveig : Rejection
- Mika : Grace Kelly
- Mika : Relax, take it easy
- Mika : Love today
- Mondotek : Alive!
- Nelly Furtado : All good things
- Nelly Furtado : Say it right
- NZH : Princess
- Ora Maté : Kamaté
- Pakito : Are U ready?
- Peter Cincotti : Goodbye Philadelphia
- Razorlight : America
- Rihanna : Don't stop the music
- Rihanna & Jay-Z : Umbrella
- Sandi Thom : I wish I was a punk rocker
- Sean Kingston : Beautiful girls
- Timbaland, Nelly Furtado & Justin Timberlake : Give it to me
- Timbaland : The way I are
- Tokio Hotel : Durch den monsun
- Tokio Hotel : Übers ende der welt
- Tokio Hotel : Spring nicht
- Verka Serduchka : Dancing Lasha Tumbai
- Yael Naim : New Soul
- Yves Larock : Rise up

### Chansons pour enfants
- Bébé Lilly : Les cow-boys
- Bébé Lilly : Mon mégamix à moi
- Bébé Lilly : Les pirates
- Charlotte aux fraises : Rien que du bonheur
- Florabelle : L’alphabet en chantant
- Holly Dolly : Dolly song (Ieva’s polka)
- Sébasto : Fais la poule

## Succès de l'année en France (albums)
Cette liste présente, par ordre alphabétique, les albums sortis en 2007 ayant obtenu une certification Platine ou Diamant en France.

### Disques de diamant (plus de750 000ventes)
- Christophe Maé : Mon paradis
- James Blunt : All the lost souls
- Mika : Life in cartoon motion

### Triples disques de platine (plus de600 000ventes)
- Christophe Willem : Inventaire
- Les Enfoirés : La Caravane des Enfoirés
- Vitaa : À fleur de toi

### Doubles disques de platine (plus de400 000ventes)
- Amy Winehouse : Back to black
- Daft Punk : Alive 2007
- Johnny Hallyday : Le cœur d'un homme
- Vanessa Paradis : Divinidylle

### Disques de platine (plus de200 000ventes)
- Alicia Keys : As I am
- Ben Harper : Lifeline
- Calogero : Pomme C
- Céline Dion : D'elles
- Dany Brillant : Histoire d'un amour
- David Guetta : Pop life
- Étienne Daho : L'invitation
- Fatal Bazooka : T'as vu ?
- Francis Cabrel : L'Essentiel 1977-2007
- Marc Lavoine : Les Duos de Marc
- Norah Jones : Not too late
- Rihanna : Good girl gone bad
- Soprano : Puisqu'il faut vivre
- Stacey Kent : Breakfast on the morning tram
- Stanislas : L'équilibre instable
- Thomas Dutronc : Comme un manouche sans guitare
- Tokio Hotel : Zimmer 483

## Succès internationaux de l’année
Cette liste présente, par ordre alphabétique, les trente titres et albums ayant eu le plus de succès dans les charts internationaux en 2007,.

### Singles
- 50 Cent & Justin Timberlake : Ayo technology
- Akon : Don't matter
- Akon & Snoop Dogg : I wanna love you
- Alicia Keys : No one
- Amy Winehouse : Rehab
- Avril Lavigne : Girlfriend
- Beyonce & Shakira : Beautiful liar
- Britney Spears : Gimme more
- Chris Brown & T-Pain : Kiss kiss
- Colbie Caillat : Bubbly
- Fall Out Boy : This ain't a scene, it's an arms race
- Fergie : Big girls don't cry
- Gwen Stefani & Akon : The sweet escape
- James Blunt : 1973
- Justin Timberlake : What goes around comes around
- Kanye West : Stronger
- Linkin Park : What I've done
- Maroon 5 : Makes me wonder
- Mika : Grace Kelly
- Ne-Yo : Because of you
- Nelly Furtado : Say it right
- Plain White T's : Hey there Delilah
- Rihanna & Jay-Z : Umbrella
- Rihanna : Don't stop the music
- Rihanna : Hate that I love you
- Sean Kingston : Beautiful girls
- The Fray : How to save a life
- Timbaland, OneRepublic : Apologize
- Timbaland, Keri Hilson : The way I are
- Timbaland, Nelly Furtado & Justin Timberlake : Give it to me

### Albums
- 50 Cent : Curtis
- Alicia Keys : As I am
- Amy Winehouse : Back to black
- Arcade Fire : Neon bible
- Arctic Monkeys : Favourite worst nightmare
- Avril Lavigne : The best damn thing
- Bon Jovi : Lost highway
- Bruce Springsteen : Magic
- Celine Dion : Taking chances
- Chris Daughtry : Daughtry
- Eagles : Long road out of Eden
- Fall Out Boy : Infinity on high
- Foo Fighters : Echoes, silence, patience & grace
- High School Musical 2
- James Blunt : All the lost souls
- Josh Groban : Noel
- Kanye West : Graduation
- Kid Rock : Rock'n roll Jesus
- Led Zeppelin : Mothership
- Linkin Park : Minutes to midnight
- Maroon 5 : It won't be soon before long
- Michael Buble : Call me irresponsible
- Mika : Life in cartoon motion
- Miley Cyrus : Hannah Montana 2
- Norah Jones : Not too late
- Paul Potts : One chance
- Rihanna : Good girl gone bad
- Robert Plant & Alison Krauss : Raising sand
- The White Stripes : Icky thump
- Timbaland : Shock value

## Récompenses
- États-Unis : 50e cérémonie des Grammy Awards
- États-Unis : American Music Awards 2007 (en)
- États-Unis : MTV Video Music Awards 2007
- Europe : MTV Europe Music Awards 2007
- Europe : Concours Eurovision de la chanson 2007
- France : 23e cérémonie des Victoires de la musique
- France : 9e edition des NRJ Music Awards
- Québec : 29e gala des prix Félix
- Royaume-Uni : Brit Awards 2007

## Formations et séparations de groupes
- Groupe de musique formé en 2007
- Groupe musical séparé en 2007

## Décès
- 1er janvier : Del Reeves, chanteur américain
- 12 janvier : Alice Coltrane, pianiste américaine et compositrice de jazz
- 13 janvier : Michael Brecker, saxophoniste américain de jazz
- 6 février : Frankie Laine, chanteur américain
- 30 avril : Grégory Lemarchal, chanteur français
- 4 août : Lee Hazlewood, auteur-compositeur-interprète et producteur américain
- 10 août : Anthony Wilson, cofondateur du label Factory Records
- 12 septembre : Bobby Byrd, chanteur, compositeur, musicien et producteur américain
- 4 novembre  : Dorothy LaBostrie, auteure-compositrice américaine de chansons, dont Tutti Frutti de Little Richard
- 7 novembre : Mohammed Taoud, chef d'orchestre marocain et maître de la musique arabo-andalouse.
- 19 novembre : Kevin DuBrow, membre fondateur de Quiet Riot
- 28 novembre : Fred Chichin, auteur-compositeur-interprète français, membre de Les Rita Mitsouko
- 12 décembre : Ike Turner, chanteur et guitariste américain de rhythm and blues
- 24 décembre : Oscar Peterson, pianiste de jazz canadien